# Borókás-tebri 2. sz. víznyelőbarlang
A Borókás-tebri 2. sz. víznyelőbarlang Magyarország fokozottan védett barlangjai közül az egyik. A Bükki Nemzeti Park területén található. Itt található a három méter magas és fehér, Pagoda nevű cseppkő. A kőhídjai és a kipreparálódott kőpengéi az alpesi barlangokra jellemzők. A Borókási-töbrök két fokozottan védett barlangja közül az egyik, a másik a Borókás-tebri 4. sz. víznyelőbarlang. A Borókási-töbrök második leghosszabb és második legmélyebb barlangja, a Borókás-tebri 4. sz. víznyelőbarlang után.

## Leírás
A Bükk-fennsík Nagy-fennsíkján, a lillafüredi Létrás-tetőtől délkeletre, körülbelül 1,2 kilométerre nyílik a barlang. A Kis-Kőristől északra található Borókási-töbrök, más néven Borókás-töbrök víznyelői közül a Borókás-tebri 2. sz. víznyelőbarlang víznyelője a legfejlettebb. A terméskőből épített bejáratához, amely egy fém ajtóval van lezárva, hosszú patakmeder vezet. A Borókás-tebri 4. sz. víznyelőbarlang bejáratától körülbelül 40 méterre nyílik. A bejáratát jelölik az újabb turistatérképek.
Jól rétegzett, világos színű középső triász mészkőben keletkezett. Időszakosan aktív, termekkel tagolt, lépcsőzetes aknarendszer. A függőleges bejárati részét kútgyűrűk biztosítják. A végpontja egy meanderező járat szűkületénél van. A Jó király-ág 50 méter hosszú, hófehér cseppkövek alakultak ki benne, majdnem vízszintes, hidrológiailag inaktív és a Nagy-terem oldalából nyílik. A Nagy-terem 15×4 méteres, az alja omladékos és oldásformák, szépen fejlett barlangi karrok láthatók benne. A Nagy-terem alatti hasadékjárat kőhídjai és kipreparálódott kőpengéi az alpesi barlangok egyik jellegzetessége.
Az Óriás-akna nevű rész 30 méter mély, lefelé tágul, mosott falú és csipkézett. Az akna vízvezető járatokkal és oldalról becsatlakozó aknákkal megnövelt méretű. A barlang leghíresebb cseppköve a fehér és három méter magas Pagoda. A különböző oldásformák miatt a szűk járatok csipkések. A barlangban eltűnő vizek a Szinva középső forrásában bukkannak elő. Csak a Bükki Nemzeti Park Igazgatóság engedélyével és kötéltechnikai eszközök alkalmazásával látogatható.
A Borókási-töbrök kilenc barlangja közül az egyik. A másik nyolc barlang a Borókás-tebri 1. sz. víznyelőbarlang, a Borókás-tebri 3. sz. víznyelőbarlang, a Borókás-tebri 4a sz. barlang, a Borókás-tebri 4. sz. víznyelőbarlang, a Borókás-tebri 5. sz. víznyelőbarlang, a Cseresznyés-barlang, a Kiskút-lápai-zsomboly és a Sziklafal-alatti-barlang.
A nevében lévő számozás a Borókási-töbrök barlangjainak felfedezési sorrendjét tükrözi. Előfordul a barlang az irodalmában Borókás II. (Mészáros 1974), Borókás 2. barlang (Horváth 1976), Borókás II. időszakos víznyelőbarlang (Nyerges 2003), Borókás 2. sz. barlang (Kordos 1984), Borókás II. zsomboly (Mészáros 1974), Borókási 2 (Hevesi 1977), Borókási II. sz. víznyelőbarlang (Kordos 1977), Borókás No. 2 Sinkhole-cave (Takácsné, Eszterhás, Juhász, Kraus 1989), Borókás-teberi 2. sz. víznyelőbarlang (Neidenbach, Pusztay 2005) és Borókás-tebri-viznyelőbarlang (Dénes 1974) neveken is. 1979-ben volt először Borókás-tebri 2. sz. víznyelőbarlangnak nevezve a barlang az irodalmában.

## Kutatástörténet
1957-ben a miskolci „Zsombolyosok” barlangkutatói bontották az általuk Nyírfás-nyelőnek nevezett borókás-tebri 2. számú víznyelőt, de nem sikerült bejutniuk a barlangba. 1962-ben a Miskolci Bányász Barlangkutató Csoport tagjai bontottak a borókási víznyelőkben. 1974 tavaszán tárta fel a Herman Ottó Barlangkutató Csoport, akiket Mészáros Károly vezetett a víznyelőjáratot bontással járhatóvá téve. A bontási helyet Kositzki József mutatta meg a csoporttagoknak. Hat nap alatt, négy méter vastag törmelék kihordása után érték el a szabad járatot. A jelenlegi mélypontig sikerült lejutniuk egy 15 méter mélységben kialakult, két méter hosszú törmelékakadály megszüntetésével. Ekkor hosszúságát majdnem 500 méternek és mélységét közel 100 méternek becsülték. Ebben az évben elkészült a barlang főágának térképe, ami idáig nem került elő és hidrológiai vizsgálatok folytak a járatrendszerben. 1974 nyarán az Aqua-expedíciókor kutattak a barlangban. A későbbi években csak a barlang hosszát sikerült növelni pár kisebb oldalág felfedezésével.
Az 1975. december 31-i listán a 110 méter mély barlang az ország 13. legmélyebb barlangja. 1975 végén és 1976 elején a csoport vízhozam-méréseket végzett a barlangban. 1976-ban vált országos jelentőségű barlanggá az 5300-as (Bükk) barlangkataszteri területen lévő, miskolci Borókás-töbri II. sz. víznyelőbarlang. 1976-ban Lukács László is részt vett kutatásában. Az 1976-ban összeállított, országos jelentőségű barlangok listájában lévő barlangnevek pontosítása után, 1977. május 30-án összeállított, országos jelentőségű barlangok listáján rajta van a Bükk hegységben, Miskolcon található barlang Borókás-tebri 2. sz. víznyelőbarlang néven. 1977-ben mutatták ki vízfestéssel, hogy a barlangból elfolyó vizek a Szinva középső forrásában jelennek meg.
Az 1977-es Bükk útikalauz szerint kb. 110 m mélységben munka folyik a barlangban. Az 1977. évi Karszt és Barlang angol nyelvű különszámában megjelent, The longest and deepest caves of Hungary (December 31, 1975) című közleményből megtudható, hogy a Bükk hegységben fekvő, 110 m mély Borókás No. 2 Sinkhole-cave 1975. december 31-én Magyarország 13. legmélyebb barlangja. A 12. legmélyebb barlang (Kis-kőháti-zsomboly) szintén 110 m mély. Az 1977. december 31-i állapot szerint (MKBT Meghívó 1978. május) a Bükk hegységben lévő és kb. 110 m mély Borókás II. sz. víznyelőbarlang az ország 15. legmélyebb barlangja. Az 1977. évi Karszt és Barlangban megjelent összeállítás alapján, 1977. december 31-én Magyarország 17. legmélyebb barlangja a Bükk hegységben elhelyezkedő, 1977. december 31-én, 1976-ban és 1975-ben kb. 110 m mély Borókási II. sz. víznyelőbarlang. A 18. legmélyebb barlang (Szeleta-zsomboly) szintén kb. 110 m mély. Ez az összeállítás naprakészebb az 1978. májusi MKBT Meghívóban publikált listánál. 1979-ben a Borókás-tebri 2. sz. víznyelőbarlang bejárati szakaszának ácsolata fel lett újítva.
Az 1979-ben megjelent, Barlangok a Bükkben című kiadványban szó van arról, hogy a Borókás-tebri 3. sz. víznyelőbarlang közelében, attól D-re van a Borókás-tebri 2. sz. víznyelőbarlang töböroldalban nyitott bejárata. A bejárat után lévő több, egymást követő aknán keresztül majdnem 100 m mélységig lehet leereszkedni benne. A függőleges részek között termek is vannak, melyekből néhány, nagy méretű kürtő kezdődik. Csak a végpont közelében és az elaggott oldaljáratokban figyelhetők meg cseppkövek. Komoly felszerelés kell a barlang bejárásához. A Borókás-tebri 2. sz. víznyelőbarlanghoz közel, attól DK-re van a Borókás-tebri 4. sz. víznyelőbarlang bejárata. A könyvhöz mellékelt, a Bükk hegység barlangokban leggazdagabb területét bemutató térképen látható a 135-ös számmal jelölt barlang földrajzi elhelyezkedése.
Az 1980. évi Karszt és Barlang 1. félévi számában publikálva lett, hogy a kiemelt jelentőségű Borókás-tebri 2. sz. víznyelőbarlang az 5300-as barlangkataszteri területen (Bükk hegység) helyezkedik el. A barlangnak 5372/7. a barlangkataszteri száma. Az MKBT Dokumentációs Bizottsága a helyszínen el fogja helyezni, a többi kiemelt jelentőségű barlanghoz hasonlóan, a barlang fémlapba ütött barlangkataszteri számát. A barlangkataszteri szám beütéséhez alapul szolgáló fémlap ugyanolyan lesz mint a többi kiemelt jelentőségű barlang fémlapja.
1981-ben a csoport a végponti szűkületet véste, de az átjutás után újabb szűkületek tették lehetetlenné a továbbjutást. 1982. július 1-től az Országos Környezet- és Természetvédelmi Hivatal elnökének 1/1982. (III. 15.) OKTH számú rendelkezése (1. §. és 3. §., illetve 5. sz. melléklet) értelmében a Bükk hegységben lévő Borókás-tebri 2. sz. víznyelőbarlang fokozottan védett barlang. Fokozottan védett barlang geológiai, morfológiai és hidrológiai értékei miatt lett. Az 1982. szeptember–októberi MKBT Műsorfüzetben meg van említve, hogy a Bükk hegységben található Borókás-tebri 2. sz. víznyelőbarlang fokozottan védett barlang. A felsorolásban a barlangnevek az MKBT által jóváhagyott és használt helyesírás szerint, javított formában lettek közölve. 1982. május 2-án Kökény Károly és Németh Tibor készítették el barlangkataszteri törzslapját, amely szerint 110 méter mély.
Az 1984-ben kiadott, Magyarország barlangjai című könyv szerint az 1970-es évek jelentős hazai felfedezésének számít az 1974. évi 100 méter mélységig történt feltárása. A kiadvány részletesen ismerteti a barlangot. Az országos barlanglistában szerepel a Bükk hegységben lévő barlang Borókás-tebri 2. sz. víznyelőbarlang néven. A listához kapcsolódóan látható az Aggteleki-karszt és a Bükk hegység barlangjainak földrajzi elhelyezkedését bemutató 1:500 000-es méretarányú térképen a barlang földrajzi elhelyezkedése. 1986-ban lett lezárva a barlang bejárata. 1986–1987 telén Kováts Nóra denevér-megfigyelést végzett a barlangban.
1987-ben a Herman Ottó Barlangkutató Csoport a Bükki Nemzeti Park megbízásából a barlang bejáratánál támfalat épített a kő bepergések megakadályozása miatt. Az 1987. december 31-i állapot alapján Magyarország 20. legnagyobb függőleges kiterjedésű barlangja az 5372/7 barlangkataszteri számú, kb. 110 m függőleges kiterjedésű Borókás-tebri 2. sz. víznyelőbarlang. A 21. legnagyobb függőleges kiterjedésű barlang (Kopaszgally-oldali 2. sz. víznyelőbarlang) szintén kb. 110 m függőleges kiterjedésű. Az összeállítás szerint az 1977. évi Karszt és Barlangban közölt mélységi listában a Borókás-tebri 2. sz. víznyelőbarlang kb. 110 m mély. A Karszt és Barlang 1989. évi különszámában publikált, angol nyelvű tanulmányhoz (The caves of Hungary) kapcsolódva megjelent egy olyan lista, amelyben Magyarország legmélyebb barlangjai vannak felsorolva. A felsorolás szerint a Bükk hegységben fekvő, 110 m mély Borókás-tebri 2. sz. víznyelőbarlang (Borókás No. 2 Sinkhole-cave) 1988-ban Magyarország 20. legmélyebb barlangja. (A barlang 1977-ben is 110 m mély volt.)
1990-ben a csoport a barlang végpontját tágította. 1997-ben a Karszt Barlangkutató Szakosztály elkezdte felmérni a barlangot. Ekkor fedezte fel a szakosztály a Jó király-ágat és az Ásító-száj nevű kürtő kimászásakor egy új részt. 1998. május 14-től a környezetvédelmi és területfejlesztési miniszter 13/1998. (V. 6.) KTM rendelete szerint a Bükki Nemzeti Park Igazgatóság illetékességi területén, a Bükk hegységben található Borókás-tebri 2. sz. víznyelőbarlang az igazgatóság engedélyével látogatható. 1998-ban Márkus István rajzolta meg a Jó király-ág alaprajz térképét, Berecz László, Zentai Rudolf, valamint Márkus István a 17-es akna feletti-ág, a Depo-feletti-ág és a Q-járatból a Nagy-termi-omladék felé vezető barlangrész hosszmetszet térképét és a barlangrész alaprajz térképét a szakosztály tagjainak felmérése alapján. Ebben az évben Márkus István és Vörös Péter az egész barlang hosszmetszet térképvázlatát elkészítették. Ezt a térképvázlatot 1999-ben Berecz László és Zentai Rudolf kiegészítették, majd ebben az évben elkészült a barlang beszerelési vázlata.
2000-ben a Bükki Nemzeti Park Igazgatósága a barlang bejárati szakaszán járatbiztosítási munkát végzett. 1997 és 2001 között a szakosztály meghatározta az Egységes Országos Vetület koordináta rendszerében az egymáshoz közel fekvő borókás-tebri barlangok bejáratainak koordinátáit és kiépítette a Borókás-tebri 2. sz. víznyelőbarlangot kötéltechnika használatához. 2000-ben Márkus István és Vörös Péter megrajzolták a barlang alaprajz térképét és három keresztmetszet térképét. A felmérés alapján a barlang hossza 503 m és mélysége kb. 95 m, mérve 91,6 m. 2001-ben Márkus István és Vörös Péter szerkesztették meg a barlang kiterített hossz-szelvény térképét. 2001. május 17-től a környezetvédelmi miniszter 13/2001. (V. 9.) KöM rendeletének értelmében a Bükk hegység területén lévő Borókás-tebri 2. sz. víznyelőbarlang fokozottan védett barlang. Egyidejűleg a fokozottan védett barlangok körének megállapításáról szóló 1/1982. (III. 15.) OKTH rendelkezés hatályát veszti.
A 2003-ban megjelent, Magyarország fokozottan védett barlangjai című könyvben található barlangismertetésben az olvasható, hogy a Borókás-tebri 2. sz. víznyelőbarlang 503 m hosszú, 110 m függőleges kiterjedésű és 35×27 m vízszintes kiterjedésű. A könyvben lévő, Egri Csaba és Nyerges Attila által készített hosszúsági lista szerint a Bükk hegységben lévő és 5372-7 barlangkataszteri számú Borókás-tebri 2.sz. víznyelőbarlang Magyarország 48. leghosszabb barlangja 2002-ben. A 2002-ben 503 m hosszú barlang 1977-ben és 1987-ben 500 m hosszú volt. A könyvben található, Egri Csaba és Nyerges Attila által készített mélységi lista szerint a Bükk hegységben lévő és 5372-7 barlangkataszteri számú Borókás-tebri 2.sz. víznyelőbarlang Magyarország 33. legmélyebb barlangja 2002-ben. A 2002-ben 95 m mély barlang 1977-ben és 1987-ben 110 m mély volt. 2004. november 6-án mentőgyakorlatot tartottak benne.
A 2005-ben kiadott, Magyar hegyisport és turista enciklopédia című kiadványban önálló szócikke van a barlangnak. A könyv szerint az 1982 óta fokozottan védett Borókás-teberi 2. sz. víznyelőbarlangnak a Bükk hegységben lévő Nagy-fennsíkon, 626 m tszf. magasságban van a bejárata. A Létrás-tetőtől DK-re található Borókás-töbrök víznyelői között a legfejlettebb, melyhez hosszan elnyúló patakmeder vezet. A Herman Ottó Barlangkutató Csoport tagjai tárták fel 1974-ben a barlangot egy töbör megbontásával. Világos színű, jól rétegzett középső triász mészkőben jött létre. Az időszakosan aktív, lépcsőzetes, termekkel tagolt aknarendszer 503 m hosszú és 110 m mély. Csipkésre oldottak a szűk járatok.
A szépen fejlett barlangi karrokkal és oldásformákkal ékesített Nagy-terem 15×4 m-es és omladékos aljzatú. A terem alatt lévő mélybevezető hasadékot az alpesi barlangok képződményeire emlékeztető kipreparálódott kőpengék és kőhidak tarkítják. A lefelé táguló, oldalról becsatlakozó aknákkal, vízvezető járatokkal megnövelt, 30 m mély Óriás-aknát mosott falak és csipkézett formák jellemzik. A 3 m magas fehér Pagoda a barlang legnevezetesebb cseppköve. Engedély és kötéltechnikai eszközök alkalmazása kell megtekintéséhez. Mészáros Károly szócikkében meg van említve, hogy Mészáros Károly nevéhez fűződnek a borókás-tebri kutatások. A Herman Ottó Barlangkutató Csoport egyik legjelentősebb feltáró eredménye a borókás-tebri barlangok.
2005. szeptember 1-től a környezetvédelmi és vízügyi miniszter 22/2005. (VIII. 31.) KvVM rendelete szerint a Bükki Nemzeti Park Igazgatóság működési területén, a Bükk hegységben található Borókás-tebri 2. sz. víznyelőbarlang a felügyelőség engedélyével látogatható. 2005. szeptember 1-től a környezetvédelmi és vízügyi miniszter 23/2005. (VIII. 31.) KvVM rendelete szerint a Bükk hegységben lévő Borókás-tebri 2. sz. víznyelőbarlang fokozottan védett barlang. 2007. március 8-tól a környezetvédelmi és vízügyi miniszter 3/2007. (I. 22.) KvVM rendelete szerint a Bükki Nemzeti Park Igazgatóság működési területén lévő Bükk hegységben elhelyezkedő Borókás-tebri 2. sz. víznyelőbarlang az igazgatóság engedélyével tekinthető meg.
2012. május 25-én Nagy Gergely Domonkos elkészítette a barlang beszerelési vázlatát. 2013. július 19-től a vidékfejlesztési miniszter 58/2013. (VII. 11.) VM rendelete szerint a Borókás-tebri 2. sz. víznyelőbarlang (Bükk hegység, Bükki Nemzeti Park Igazgatóság működési területe) az igazgatóság hozzájárulásával látogatható. 2014-ben lett kialakítva új bejárata. 2015. november 3-tól a földművelésügyi miniszter 66/2015. (X. 26.) FM rendelete szerint a Borókás-tebri 2. sz. víznyelőbarlang (Bükk hegység) fokozottan védett barlang. 2021. május 10-től az agrárminiszter 17/2021. (IV. 9.) AM rendelete szerint a Borókás-tebri 2. sz. víznyelőbarlang (Bükk hegység, Bükki Nemzeti Park Igazgatóság működési területe) az igazgatóság engedélyével látogatható. A 13/1998. (V. 6.) KTM rendelet egyidejűleg hatályát veszti.

## További irodalom
- Czenthe Huba: A Bükk-hegység barlangjai. Kézirat (szakdolgozat) a KvVM Barlang- és Földtani Osztályon (Budapesten), Eger, 1965. 68. old.